# Emili Donato i Prunera
Emili Donato i Prunera (Reus, 1901 - Tarragona, 1968) va ser un catedràtic, escriptor i traductor català.
Es llicencià en filosofia i exercí a l'Institut de Reus al de Tarragona i al de Figueres com a catedràtic. Publicà articles al diari Foment, de tendència republicana, amb el pseudònim d'Edipi, i alguns llibres: Homosexualismo: frente a Gide (Madrid 1931), Lecciones de lógica (Reus 1932) Lecciones de ética (Figueres 1933), Poemes d'ahir i d'avui (Barcelona 1935). Es casà amb la pintora Magda Folch
Després de la guerra civil Emili Donato fou depurat i apartat de la docència i el matrimoni va passar dificultats. Va dedicar-se a la traducció, sobretot de l'alemany, d'autors com Hans Hellmut Kirst, Ekrem Arkugal, Jürgen Thorwald, i d'altres. Un cop rehabilitat, el matrimoni es va traslladar a Eivissa i a partir de 1960 a Tarragona on van exercir ambdós de professors. Va participar amb els seus poemes a l'Antologia de la poesia reusenca durant diferents anys.